# جراح عبد اللطيف
جراح عبد اللطيف؛ من مواليد 18 أبريل 1978، لاعب كرة قدم كويتي سابق، يلعب مع نادي السالمية.